# قطعنامه ۱۶۰۱ شورای امنیت
قطعنامه ۱۶۰۱ شورای امنیت سازمان ملل متحد که در تاریخ ۳۱ مه ۲۰۰۵ تصویب شد، سندی بین‌المللی دربارهٔ بررسی وضعیت در هائیتی است. این قطعنامه طی نشست ۵۱۹۲ام با ۱۵ رای موافق، ۰ مخالف و ۰ ممتنع تصویب شد.